# Helvick Head to Ballyquin SPA
Helvick Head to Ballyquin SPA este o arie protejată (arie de protecție specială avifaunistică — SPA) din Irlanda întinsă pe o suprafață de 784,32 ha, integral pe uscat.

## Localizare
Centrul sitului Helvick Head to Ballyquin SPA este situat la coordonatele 52°00′55″N 7°35′25″W / 52.015295°N 7.590191°V.

## Înființare
Situl Helvick Head to Ballyquin SPA a fost declarat arie de protecție specială avifaunistică în noiembrie 2006 pentru a proteja 10 specii de animale.

## Biodiversitate
Situată în ecoregiunea atlantică, aria protejată nu include niciun habitat protejat.
La baza desemnării sitului se află mai multe specii protejate de  păsări (10): alca (Alca torda), șoim călător (Falco peregrinus), Fulmarus glacialis, Larus argentatus, Larus marinus, Phalacrocorax aristotelis, cormoran mare (Phalacrocorax carbo), Pyrrhocorax pyrrhocorax, Rissa tridactyla, Uria aalge.
Pe lângă speciile protejate, pe teritoriul sitului au mai fost identificate 1 specie de păsări.